# Schneeferner
Le Schneeferner est un glacier d'Allemagne situé dans les Alpes bavaroises, au sud-ouest de Garmisch-Partenkirchen, sur l'adret de la Zugspitze — point culminant de l'Allemagne — et l'ubac de la Schneefernerkopf, à proximité immédiate de la frontière avec l'Autriche.
Divisé en deux masses de glace, sa partie sud fond presque entièrement au cours de l'été 2022 et perd son statut de glacier ; sa fonte totale devrait se produire d'ici 2024.
Il est l'un des quatre glaciers allemands avec le Höllentalferner sur l'ubac de la Zugspitze ainsi que les glaciers de Watzmann et de Blaueis dans les Alpes de Berchtesgaden plus à l'est. Les scientifiques estiment qu'ils auront tous disparu vers 2030.